# Mi xanh đuôi đỏ
Myzornis pyrrhoura là một loài chim trong họ Sylviidae.

## Hình ảnh

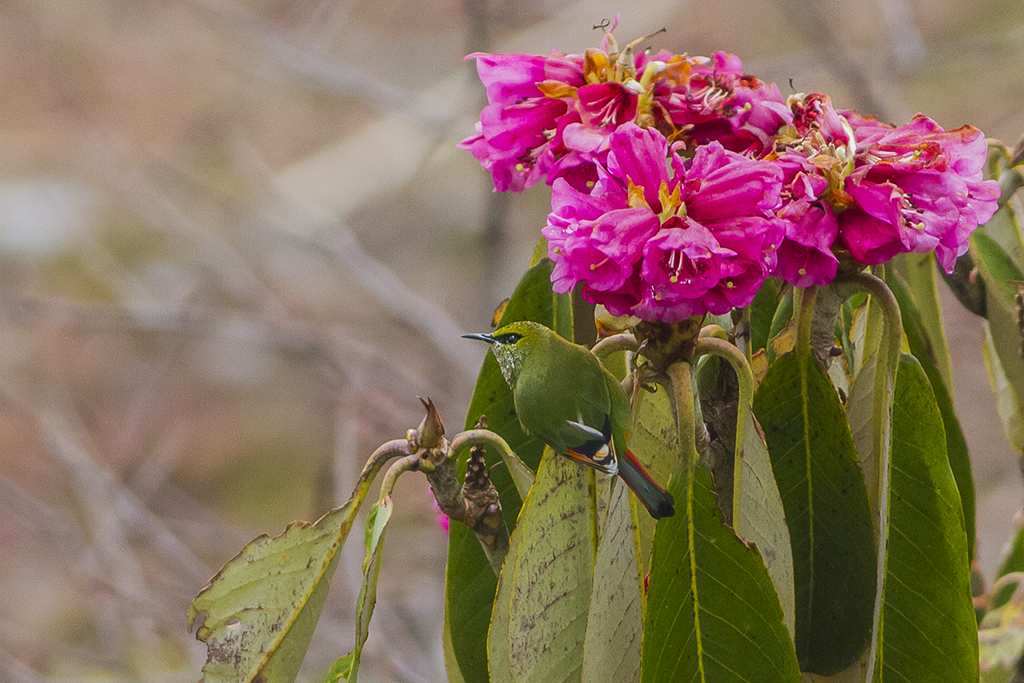
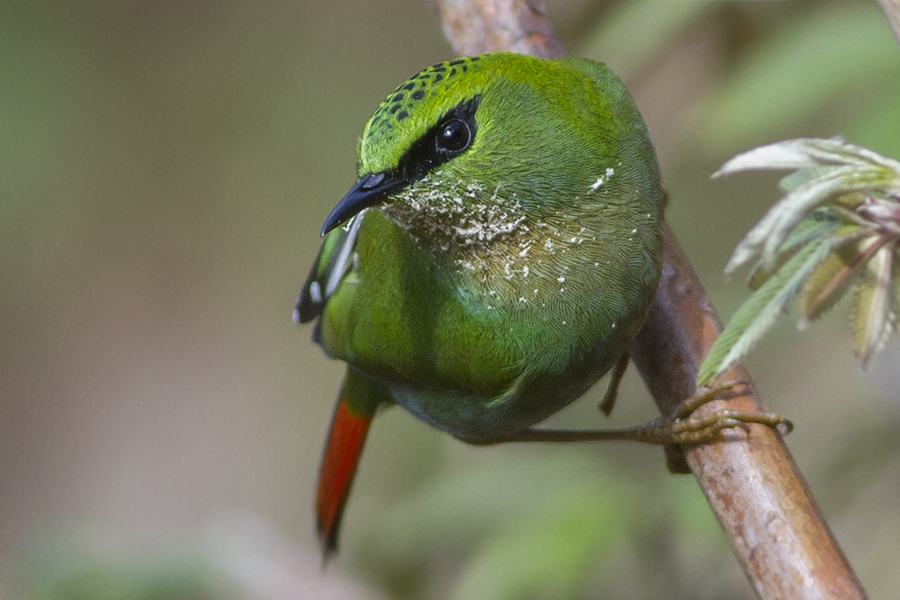